# Petar Pejačević
Gróf verőcei Pejácsevich Péter Mihály László (horvátul: Petar Pejačević) (Pozsony, 1804. február 20. – Bécs, 1887. április 15.) horvát politikus, horvát–dalmát–szlavón tárca nélküli miniszter (1871–1876), horvát bán, császári és királyi kamarás, belső titkos tanácsos.

## Élete
A főnemesi származású gróf verőcei Pejácsevich család sarja. Apja, gróf verőcei Pejácsevics János Nepomuk (1765—1821), anyja, a tekintélyes 
és vagyonos köznemesi származású daruvári Jankovich Katalin (1785—1820) asszony volt. 1804. február 20-án született Pozsonyban, régi horvát főnemesi család sarjaként, annak rumai ágán. Jogot tanult a Theresianumban, melynek végeztével a közigazgatásban helyezkedett el. 1845-ben Belovár-Kőrös vármegye főispáni helytartójává nevezték ki. Az 1848–49-es forradalom és szabadságharc idején Jellasiccsal szemben a magyar oldalra állt, s mivel nem volt hajlandó részt venni a Jelasics által összehívott saborban (horvát nemzetgyűlés) sem, tisztségétől 1848-ban megfosztották.
1851-ben Verőce vármegye főispánjává nevezték ki, mely tisztséget egészen 1859-ig viselte. 1865-ben Szerém vármegye főispánja lett egészen 1867-ig, mikor ismét Verőce vármegye főispánja lett, ahonnét 1869-ben távozott.
Bedekovich Kálmán horvát báni kinevezésével Pejačević foglalta el annak helyét a horvát–szlavón–dalmát miniszteri székben 1871. február 10-én, s egészen 1876. február 25-ig töltötte be azt. Távozása után visszavonultan élt birtokán. Főnemesi rangja lévén haláláig a magyar országgyűlés tagja volt.
Öccse, Ladislav Pejačević (Pejacsevich László) 1880–1883 között, unokaöccse (László fia), Teodor Pejačević (Pejacsevich Tódor) pedig 1903–1907 között volt horvát bán. Több más testvére, rokona is viselt kisebb-nagyobb politikai tisztségeket élete során.